# Émilie Carles
Émilie Carles, nascuda Émilie Allais (la Vacheta, Briançonés, 29 de maig del 1900 - 29 de juliol del 1979) fou una escriptora occitana en llengua francesa, que també exercí com a mestra.
És autora del relat autobiogràfic Une soupe aux herbes sauvages (1977, traduït a diverses llengües) i del llibre pòstum Mes rubans de la Saint-Claude (1982).

## Une soupe aux herbes sauvages
En aquest llibre de caràcter autobiogràfic, Carles parla de la seva vida i de la dels habitants de la muntanya. Centrant-se en la quotidionitat, explica la dificultat de viure a la Vacheta. Descriu els treballs del dia a dia i les millores aportades pel progrés als pobles remots. La història és un testimoni notable de la vida de les famílies camperoles del Briançonés durant el període d'entreguerres. També relata les llargues vetlles d'hivern i la necessitat de l'ajuda mútua en moments difícils. A l'escola, com a mestra, s'esforça per a treballar d'acord amb els ideals que defensa, car vol que els alumnes desenvolupin talents propis, que gaudeixin estudiant i que respectin les valors morals. Descriu amb entusiasme l'esperança de veure un món millor.
El llibre va conèixer un gran succés i Michèle Letellier i Alain Bonot en van fer una adaptació televisiva (film) el 1997, on Annie Girardot interpretà el paper de Carles.
A principi de 1978, Carles va ser convidada al programa literari Apostrophes, pel fenomen que va suposar.